# Гарри Поттер и Дары Смерти. Часть 2
«Га́рри По́ттер и Дары́ Сме́рти. Часть 2» (англ. Harry Potter and the Deathly Hallows: Part II) — восьмой и заключительный фильм о Гарри Поттере, вторая часть экранизации романа Джоан Роулинг «Гарри Поттер и Дары Смерти» (2007). Как и в предыдущих трёх экранизациях романов из серии «Поттериана», режиссёром фильма выступил Дэвид Йейтс, а продюсером — Дэвид Хейман. Общие кассовые сборы превысили 1,3 миллиарда долларов, что позволило фильму занять 18-ю строчку в списке самых кассовых фильмов в истории кинематографа и 1-е место в списке самых кассовых фильмов 2011 года.

## Сюжет
По поведению Беллатрисы Лестрейндж Гарри догадывается, что ещё один крестраж может храниться в банке «Гринготтс», в сейфе Лестрейнджей, а затем ведёт беседу с мастером Олливандером. С помощью спасённого гоблина Крюкохвата главные герои проникают в банк, похищают крестраж, оказавшийся чашей одной из основателей Хогвартса — Пенелопы Пуффендуй, и успешно скрываются с помощью дракона-стража банковского хранилища (украинского железнобрюха). Гоблин, предавший их, в итоге погибает от руки Тёмного Лорда, а меч Гриффиндора исчезает.
Следующий крестраж, предположительно, спрятан в Хогвартсе. Гарри, Рон и Гермиона трансгрессируют (телепортируются) в деревню Хогсмид, где брат покойного профессора Дамблдора, Аберфорт, укрывает их от облавы и помогает попасть в замок через тайный ход. Профессор Северус Снегг, новый директор школы, собирает всех в Большом зале и, угрожая наказанием, требует признаться тех, кто видел Гарри. Последний открыто бросает вызов профессору Снеггу, а большинство учителей и учеников, кроме слизеринцев во главе с Пэнси Паркинсон, под руководством профессора Минервы Макгонагалл встают на сторону Гарри. Профессор Снегг после короткого поединка с Минервой Макгонагалл бежит, а слизеринцев отправляют в подземелье.
Армия лорда Волан-де-Морта собирается в Запретном лесу и готова атаковать Хогвартс, хотя сама школа оказывается под защитой магических заклинаний, наложенных профессором Макгонагалл, профессором Слизнортом и другими. С массированной атаки егерей Малфоев во главе со Струпьяром на школу ночью начинается бой. Тем временем Рон Уизли и Гермиона спускаются в Тайную комнату, отламывают клык убитого в своё время Гарри Поттером василиска (яд ещё сохранился) и уничтожают крестраж в чаше; после этого они совершают первый поцелуй. В то же время Гарри общается с призраком Серой Дамы (она же Елена Когтевран, дочь Кандиды Когтевран), с помощью которого находит следующий крестраж (диадему Кандиды Когтевран) в Выручай-комнате. Внезапно появляются Драко Малфой, Грегори Гойл и Блейз Забини. Гойл намерен убить Гарри и вызывает Адское пламя, но оно выходит из-под контроля и пожирает всю Выручай-комнату, а сам Гойл погибает.
Гарри успевает спасти Малфоя, а Рон и Гермиона — Забини. Они вылетают из Выручай-комнаты на мётлах, и Гарри уничтожает крестраж из диадемы при помощи прихваченного Гермионой клыка василиска, а для большей уверенности в полном уничтожении крестража Рон пинком посылает диадему в охваченную Адским пламенем Выручай-комнату, двери которой сразу закрываются. Битва за Хогвартс приостанавливается, и Волан-де-Морт обещает никого больше не трогать, если Гарри сам явится к нему, в Запретный лес. Он вызывает к себе Северуса Снегга и сообщает ему, что Бузинная палочка, которую он забрал из могилы Дамблдора, не слушается его. А поскольку Снегг убил Дамблдора, значит, что именно Снегг — настоящий владелец Бузинной палочки. Из этого следует, что Волан-де-Морт, чтобы стать полноправным владельцем Бузинной палочки, должен убить Снегга, что он и делает с помощью змеи Нагайны. Гарри с друзьями, подоспевшие к умирающему директору, собирают в пробирку его слёзы, вылив которые в Омут Памяти, Гарри смотрит воспоминания Северуса. Во время битвы погибают Фред Уизли, Римус Люпин, Нимфадора Тонкс и ещё более 50 человек.
Из воспоминаний профессора Снегга Гарри узнаёт, что профессор Дамблдор был при смерти из-за неисцелимого заклятия в кольце Марволо Мракса, поэтому профессора Дамблдор и Снегг договорились, что Северус убьёт Альбуса. При этом Северус с детства безумно любил мать Гарри, Лили Эванс, которая, однако, выбрала Джеймса Поттера. Несмотря на это, Снегг по просьбе профессора Дамблдора охранял Гарри. Но в момент нападения на Поттеров в Годриковой впадине Тёмный Лорд случайно оставил часть своей души в Гарри (другими словами, Гарри сам является крестражем, о котором Волан-де-Морт даже не подозревает), и теперь, чтобы Волан-де-Морт стал окончательно уязвим, Гарри должен умереть от его руки. Именно к такому финалу профессор Дамблдор вёл Гарри.
Гарри прощается с друзьями, сказав им убить Нагайну, а затем отправляется в Запретный лес. По дороге он достаёт снитч, завещанный профессором Дамблдором, открывает его и находит там Воскрешающий камень, получив возможность повидаться с родителями, Сириусом Блэком и Римусом Люпином. Он выбирает не воскрешать никого из своих близких, так как «они всегда рядом». Гарри бросает Воскресающий камень в лесу.
Как только Гарри выходит на поляну, где расположился Волан-де-Морт, тот, недолго размышляя, направляет на него свою палочку и произносит убивающее заклинание «Авада Кедавра». Гарри падает на землю, а затем приходит в себя в освещённом месте, похожем на вокзал «Кингс-Кросс» (только оно чище и без поездов). Под белоснежной лавочкой он видит существо, похожее на уродливого младенца, — ту часть души Волан-де-Морта, которая погибла вместе с Гарри.
Гарри встречает профессора Дамблдора во всём белом и в коротком разговоре с ним узнаёт, что может сам выбрать свою дальнейшую судьбу: может «отправиться дальше», в свою посмертную жизнь, но при желании он может вернуться к жизни и этим спасти многих людей. Он выбирает второе. Все считают, что Гарри мёртв, и Волан-де-Морт приказывает Нарциссе Малфой убедиться в этом. Она понимает, что Гарри жив, — попутно узнав от Поттера то, что Драко жив, — но не выдала его Тёмному Лорду. Схваченный Пожирателями смерти Хагрид вместе с войском Волан-де-Морта несёт тело Гарри в Хогвартс, где их встречает толпа выживших. Лорд Волан-де-Морт объявляет о смерти своего главного врага и предлагает оставшимся в живых прекратить сопротивление и перейти на его сторону. Раненый Невилл отвечает, что смерть Гарри не имеет значения — они будут сражаться до конца.
В это время неожиданно для Волан-де-Морта Гарри «оживает» на руках у Хагрида и вступает в бой. Многие Пожиратели, потерявшие веру в своего повелителя (в том числе и семейство Малфоев), спасаются бегством. Защитники Хогвартса сражаются с оставшимися сторонниками Волан-де-Морта, а сам он охотится за Поттером. Рон и Гермиона, в свою очередь, ищут змею Нагайну. В ходе битвы Беллатриса чуть не убивает Джинни, и за это Молли Уизли уничтожает самую верную приспешницу Волан-де-Морта.
Нагайну убивает мечом Гриффиндора Невилл, спасая Рона и Гермиону, после чего Волан-де-Морт вступает в финальную дуэль с Гарри в полуразрушенном дворе. В решающий момент Бузинная палочка отказывается убивать Гарри Поттера: заклинания обоих противников бьют в Волан-де-Морта. Будучи уязвимым после потери всех крестражей, он окончательно погибает и рассыпается в прах, который развеивает ветер. Вторая магическая война окончена.
Бузинная палочка достаётся Гарри. Он вспоминает, что профессор Дамблдор перед смертью в ту ночь в Астрономической башне Хогвартса был обезоружен Драко Малфоем, и с этого момента Бузинная палочка слушалась Малфоя, пока однажды Гарри сам не обезоружил Драко в особняке Малфоев, куда он был приведён егерями в качестве пленника. Это значит, что настоящим владельцем Бузинной палочки (как и 2-х других Даров Смерти) является Гарри Поттер, а не Северус Снегг, как полагал Волан-де-Морт. Но Гарри, не желая владеть Бузинной палочкой и боясь, что она может причинить ещё больше проблем, ломает её и выбрасывает в пропасть.
19 лет спустя Гарри и Джинни, Рон и Гермиона, а также Драко со своей женой Асторией отправляют уже своих детей в Хогвартс. Сын Гарри и Джинни по имени Альбус Северус боится, что его могут распределить в Слизерин. Гарри Поттер утешает сына словами о том, что на Слизерине учился храбрейший человек (Северус Снегг), а Распределяющая Шляпа всегда учитывает желания первокурсников. Хогвартс-Экспресс уезжает. Золотое трио провожает его счастливыми взглядами.

## В ролях
| Роль                     | Актёр (актриса)          |                          |
| Золотое Трио Гриффиндора | Золотое Трио Гриффиндора | Золотое Трио Гриффиндора |
| ------------------------ | ------------------------ | ------------------------ |
| Гарри Поттер             | Дэниел Рэдклифф          |                          |
| Рон Уизли                | Руперт Гринт             |                          |
| Гермиона Грейнджер       | Эмма Уотсон              |                          |
| студенты                 |                          |                          |
| Полумна Лавгуд           | Эванна Линч              |                          |
| Невилл Долгопупс         | Мэттью Льюис             |                          |
| Симус Финниган           | Девон Мюррей             |                          |
| Дин Томас                | Альфред Энох             |                          |
| Чжоу Чанг                | Кэти Льюнг               |                          |
| Падма Патил              | Афшан Азад               |                          |
| Грегори Гойл             | Джошуа Хердман           |                          |
| Найджел Уолперт          | Уильям Меллинг           |                          |
| Кормак МакЛагген         | Фредди Строма            |                          |
| Лаванда Браун            | Джесси Кейв              |                          |
| Ромильда Вейн            | Анна Шаффер              |                          |
| Кэти Белл                | Джорджина Леонидас       |                          |
| Пэнси Паркинсон          | Скарлетт Бирн            |                          |
| Лианна                   | Изабелла Лафлэнд         |                          |
| Блейз Забини             | Луи Кордис               |                          |
| персонал Хогвартса       |                          |                          |
| Северус Снегг            | Алан Рикман              |                          |
| Минерва Макгонагалл      | Мэгги Смит               |                          |
| Рубеус Хагрид            | Робби Колтрейн           |                          |
| Гораций Слизнорт         | Джим Бродбент            |                          |
| Сивилла Трелони          | Эмма Томпсон             |                          |
| Аргус Филч               | Дэвид Брэдли             |                          |
| Помона Стебль            | Мириам Маргулис          |                          |
| Поппи Помфри             | Джемма Джонс             |                          |
| Филиус Флитвик           | Уорик Дэвис              |                          |
| Пожиратели Смерти        |                          |                          |
| Волан-де-Морт            | Рэйф Файнс               |                          |
| Люциус Малфой            | Джейсон Айзекс           |                          |
| Беллатриса Лестрейндж    | Хелена Бонэм Картер      |                          |
| Нарцисса Малфой          | Хелен Маккрори           |                          |
| Драко Малфой             | Том Фелтон               |                          |
| Амикус Кэрроу            | Ральф Айнесон            |                          |
| Алекто Кэрроу            | Сюзанн Тоус              |                          |
| Пий Толстоватый          | Гай Генри                |                          |
| Струпьяр                 | Ник Моран                |                          |
| Фенрир Сивый             | Дейв Леджено             |                          |
| Орден Феникса            |                          |                          |
| Римус Люпин              | Дэвид Тьюлис             |                          |
| Нимфадора Тонкс          | Наталия Тена             |                          |
| Кингсли Бруствер         | Джордж Харрис            |                          |
| семейство Уизли          |                          |                          |
| Артур Уизли              | Марк Уильямс             |                          |
| Молли Уизли              | Джули Уолтерс            |                          |
| Фред Уизли               | Джеймс Фелпс             |                          |
| Джордж Уизли             | Оливер Фелпс             |                          |
| Джинни Уизли             | Бонни Райт               |                          |
| Билл Уизли               | Донал Глисон             |                          |
| Флёр Делакур             | Клеманс Поэзи            |                          |
| Перси Уизли              | Крис Рэнкин              |                          |
| призраки                 |                          |                          |
| Альбус Дамблдор          | Майкл Гэмбон             |                          |
| Джеймс Поттер            | Эдриан Роулинс           |                          |
| Лили Поттер              | Джеральдин Сомервилль    |                          |
| Сириус Блэк              | Гэри Олдмен              |                          |
| Серая Дама               | Келли Макдональд         |                          |
| другие персонажи         |                          |                          |
| Аберфорт Дамблдор        | Киаран Хайндс            |                          |
| Гоблин Крюкохват         | Уорик Дэвис              |                          |
| Мистер Олливандер        | Джон Хёрт                |                          |
| Лили Поттер в детстве    | Элли Дарси-Олден         |                          |
| Петунья Дурсль в детстве | Ариэлла Парадайз         |                          |
| Северус Снегг в юности   | Бенедикт Кларк           |                          |
| Джеймс Поттер в детстве  | Элфи МакИлвейн           |                          |
| Сириус Блэк в детстве    | Роэн Готобед             |                          |
| Альбус Северус Поттер    | Артур Боуэн              |                          |
| Лили Полумна Поттер      | Дафна де Байстегви       |                          |
| Джеймс Сириус Поттер     | Уильям Данн              |                          |
| Астория Малфой           | Джейд Гордон             |                          |
| Скорпиус Малфой          | Берти Джилберт           |                          |
| Роза Уизли               | Хелена Барлоу            |                          |
| Хьюго Уизли              | Райан Тёрнер             |                          |

## Производство
Для постройки оригинальной версии школы магии Хогвартс понадобилось около 7 месяцев работы и 40 человек. В течение лет макет менялся в зависимости от развития сюжета, и каждая трансформация занимала 3—4 месяца, а в работе были заняты не менее 20 человек. Для мраморной лестницы в Хогвартсе было написано 250 картин, среди которых присутствуют портреты продюсеров картин — Дэвида Хеймана и Дэвида Баррона.
Актёр Джейми Уэйлетт, исполнивший роль Крэбба в предыдущих фильмах серии, не смог принять участие в съёмках, так как был арестован по подозрению в выращивании дома конопли.

## Музыка
На веб-сайте Warner Bros. было подтверждено, что композитор первой части Александр Деспла вернётся, чтобы написать музыку для второго фильма. Деспла начал писать музыку в начале 2011 года и закончил её запись с оркестром Конрада Поупа и Лондонским симфоническим оркестром 27 мая 2011 года в студии на Эбби-Роуд. Одну из песен фильма «Lily’s Theme» исполнила певица Майя Фуджисава, дочь японского композитора Дзё Хисаиси.
В фильме присутствуют несколько треков, которые можно встретить в предыдущих фильмах серии, но которые не были включены в выпущенный саундтрек. Например, «Hedwig’s Theme», которая была написана Джоном Уильямсом и играла в одной из сцен фильма «Гарри Поттер и Тайная комната», используется два раза: первый раз — когда Гарри, Рон и Гермиона встречаются со своими друзьями в Выручай-комнате, а второй — когда Снегг сбегает из замка, после недолгой дуэли с Макгонагалл.
Композиция «Dumbledore’s Farewell», написанная Николасом Хупером для фильма «Гарри Поттер и Принц-полукровка», схожа с композицией «Severus and Lily» Александра Деспла. «The Kiss» из фильма «Гарри Поттер и Орден Феникса» также встречается в этом фильме. В заключительной сцене фильма, 19 лет спустя, играет написанная Уильямсом композиция «Leaving Hogwarts», а после неё играет «Hedwig’s Theme», когда идут финальные титры.
| №                   | Название                    | Длительность |
| ------------------- | --------------------------- | ------------ |
| 1.                  | «Lily's Theme» (opening)    | 2:28         |
| 2.                  | «The Tunnel»                | 1:09         |
| 3.                  | «Underworld»                | 5:24         |
| 4.                  | «Gringotts»                 | 2:24         |
| 5.                  | «Dragon Flight»             | 1:43         |
| 6.                  | «Neville»                   | 1:40         |
| 7.                  | «A New Headmaster»          | 3:25         |
| 8.                  | «Panic Inside Hogwarts»     | 1:53         |
| 9.                  | «Statues»                   | 2:22         |
| 10.                 | «The Grey Lady»             | 5:51         |
| 11.                 | «In the Chamber of Secrets» | 1:37         |
| 12.                 | «Battlefield»               | 2:13         |
| 13.                 | «The Diadem»                | 3:08         |
| 14.                 | «Broomsticks and Fire»      | 1:24         |
| 15.                 | «Courtyard Apocalypse»      | 2:00         |
| 16.                 | «Snape's Demise»            | 2:51         |
| 17.                 | «Severus and Lily»          | 6:08         |
| 18.                 | «Harry's Sacrifice»         | 1:57         |
| 19.                 | «The Resurrection Stone»    | 4:32         |
| 20.                 | «Harry Surrenders»          | 1:30         |
| 21.                 | «Procession»                | 2:07         |
| 22.                 | «Neville the Hero»          | 2:17         |
| 23.                 | «Showdown»                  | 3:37         |
| 24.                 | «Voldemort's End»           | 2:44         |
| 25.                 | «A New Beginning»           | 1:39         |
| Общая длительность: | Общая длительность:         | 68:26        |

## Премьеры
2 апреля 2011 года в Чикаго был проведён испытательный просмотр фильма, на котором присутствовали режиссёр Дэвид Йейтс, продюсеры Дэвид Хейман и Дэвид Баррон и монтажёр фильма Марк Дэй.
Премьера фильма прошла 7 июля в Лондоне на Трафальгарской площади. Фильм вышел в прокат в Кувейте 12 июля 2011 года, в Германии, Казахстане, России, на Украине и в ЮАР — 13 июля 2011 года, в Бразилии, Великобритании и США — 15 июля 2011 года, в Пакистане — 22 июля 2011 года.
Фильм вышел в форматах 2D и 3D и демонстрировался в кинотеатрах RealD 3D и IMAX 3D.
Дата начала продаж DVD c фильмом «Гарри Поттер и Дары Смерти. Часть 2» — 17 ноября 2011 года.

## Сборы
Фильм собрал в прокате более миллиарда долларов, став девятым в истории, преодолевшим этот рубеж, а также заняв 18 место среди самых кассовых фильмов мира.

## Отзывы
Фильм высоко оценён кинокритиками. На сайте-агрегаторе Rotten Tomatoes он получил 96 % положительных оценок кинокритиков на основе 330 рецензий.
На сайте Metacritic средний рейтинг фильма составил 85 баллов из 100 на основе 41 обзора.
Ассоциация кинокритиков (англ. Broadcast Film Critics Association) оценила экранизацию в 93 балла из 100.

## Награды и номинации

### Награды

#### MTV Movie Awards
- 2012 — Лучший Актёрский Состав

#### SFX Awards
- 2012 — Лучший фильм[21]

#### People’s Choice Awards
- 2012 — Лучший фильм[22]
- 2012 — Лучший фильм жанра «экшн»
- 2012 — Лучший актёрский ансамбль

#### Scream Awards
- 2011 — Лучший актёр в жанре фэнтези (Дэниел Рэдклифф)
- 2011 — THE ULTIMATE SCREAM (Высшая награда церемонии)
- 2011 — Лучшая сцена года (Огненная сцена в Выручай-комнате)
- 2011 — Лучший злодей (Рэйф Файнс)
- 2011 — Лучший научно-фантастический фильм
- 2011 — Лучшая игра

### Номинации

#### Оскар
- 2012 — Лучшие декорации[23]
- 2012 — Лучшие визуальные эффекты
- 2012 — Лучший грим

#### BAFTA
- 2012 — Лучший звук[23]
- 2012 — Лучшие визуальные эффекты
- 2012 — Лучший грим/причёски
- 2012 — Лучшая работа художника-постановщика (Стюарт Крэйг, Стефани МакМиллан)

#### SFX Awards
- 2012 — Лучший режиссёр (Дэвид Йейтс)[21]

#### People’s Choice Awards
- 2012 — Лучший актёр (Дэниел Рэдклифф)[24]
- 2012 — Лучший актёр моложе 25 (Дэниел Рэдклифф, Эмма Уотсон, Руперт Гринт, Том Фэлтон)